# Grand Prix van Mar del Plata 1947
De Grand Prix van Mar del Plata 1947 was een autorace die werd gehouden op 21 september 1947 op het Circuito de Playa Grande in Mar del Plata.

## Uitslag
| Positie | Rijder                 | Team            | Ronden | Tijd/Opgave        | Startplaats |
| ------- | ---------------------- | --------------- | ------ | ------------------ | ----------- |
| 1       | Oscar Alfredo Gálvez   | Alfa Romeo      | 50     | 59:04.0            | 2           |
| 2       | Victorio Rosa          | Maserati        | 50     | +13.0              | 3           |
| 3       | Pablo Pessatti         | Alfa Romeo      | 50     | +1:13.0            | 4           |
| 4       | Italo Bizio            | Alfa Romeo      | 49     | +1 ronde           | 1           |
| 5       | Juan Manuel Fangio     | Volpi-Chevrolet | 48     | +2 ronden          | ?           |
| 6       | Ernesto Nanni          | Ford            | 47     | +3 ronden          | ?           |
| 7       | Carlos Fortunati Firpo | Ford            | 46     | +4 ronden          | ?           |
| DNF     | Pascual Puopolo        | Maserati        | 43     | Benzine            | 5           |
| DNF     | Pablo Llano            | Maserati        | 16     | Motor              | ?           |
| DSQ     | Justo Escobar          | Maserati        | 5      | Onveilig rijgedrag | ?           |

Rijders waarvan de positie is aangegeven met DNF hebben niet de finish bereikt. Van met ? aangeduide velden zijn geen gegevens voorhanden.